# Odverem, Alba
Odverem (în maghiară Vadverem) este un sat în comuna Lopadea Nouă din județul Alba, Transilvania, România.

## Date geologice
Pe teritoriul acestei localități se găsesc izvoare sărate. 

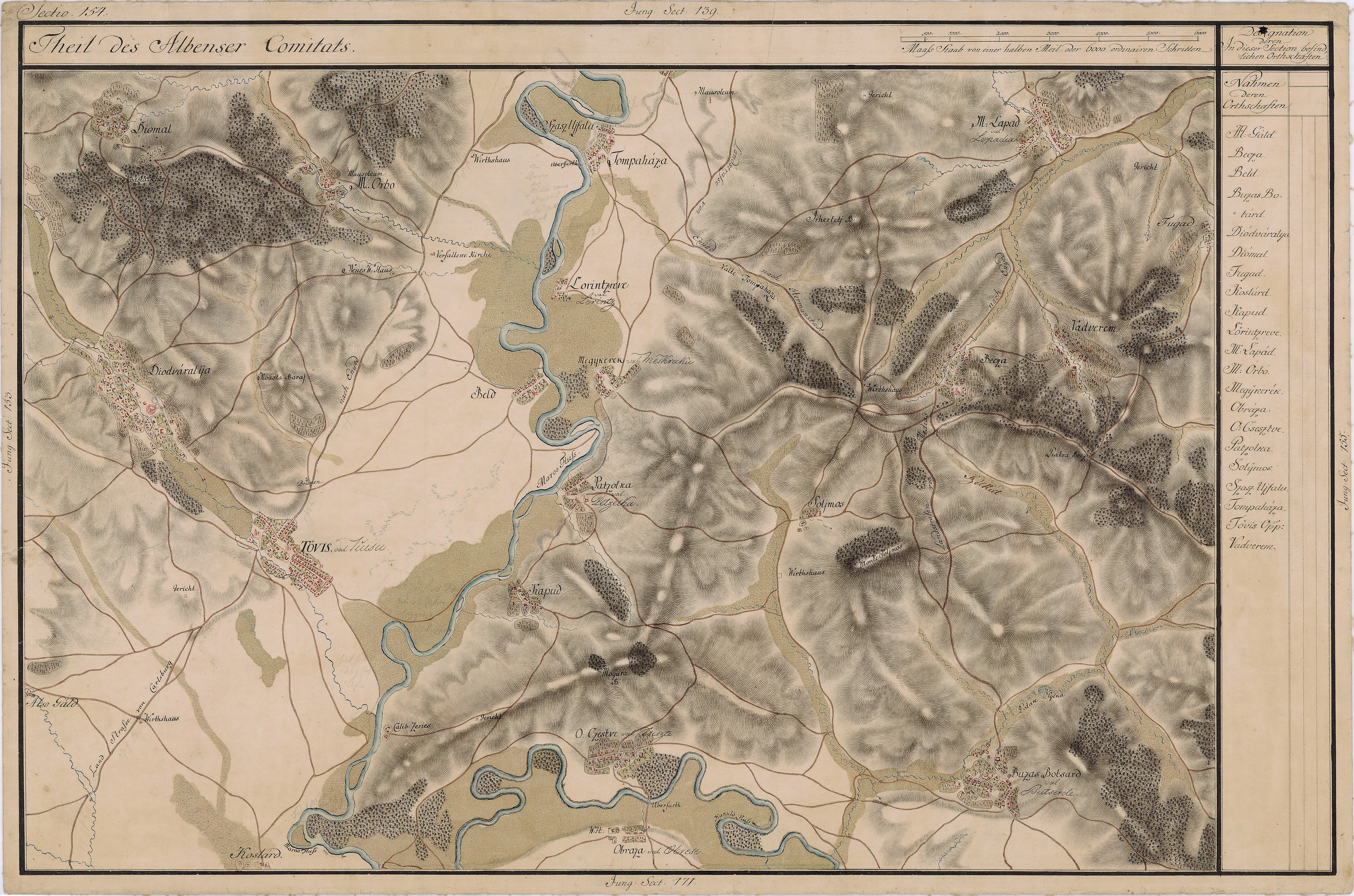
Odverem în Harta Iosefină a Transilvaniei, 1769-73

 Acest articol despre o localitate din județul Alba este deocamdată un ciot. Puteți ajuta Wikipedia prin completarea lui.